# 十三香
十三香，亦稱十全香，是用13種（或以上）香料調配而成的香料粉，多用於炒菜，煮面，制作烧腊的肉類、豆腐乾、瓜子等。常見成分有花椒、八角、小茴香、丁香、肉桂、豆蔻、陳皮、薑，以及中草藥的木香、砂仁、良薑、白芷、山柰和紫蔻等。还有使用香葉、山楂、甘草、孜然、草果等成分的。

## 製作方法
先用水沖洗所需香料，然後倒入鍋內以小火熱炒，將香料炒香，或者放進烤箱內烤香，最後將這些香料磨成粉，十三香就做成了。傳統方法是用石磨、藥碾等把香料碾磨成粉，家庭製作可用破壁型調理機或打粉機將香料打碎成粉。
可以預先把各種香料單獨研成粉末，分開儲放，到用的時候再根據情况來調配十三香。

## 配方
- 花椒10克、八角10克、肉桂4克、山柰4克、陳皮4克、肉蔻1顆、乾薑4克、砂仁2克、白芷4克、丁香2克、木香2克、小茴香2克、良薑2克
- 丁香4克、八角8克、小茴香10克、肉桂6克、草果5克、甘草12克、山柰7克、砂仁8克、乾薑7克、豆蔻5克、白芷6克、五加皮12克、多味果10克
- 小茴香7克、肉桂5克、草果5克、甘草10克、沙姜6克、砂仁5克、乾薑5克、豆蔻6克、白芷4克、五味皮7克、多味果8克、香葉12克、胡椒12克、陳皮8克
- 丁香3克、八角10克、小茴香12克、肉桂5克、草果4克、甘草8克、沙姜5克、砂仁6克、乾薑7克、豆蔻3克、白芷3克、多味果6克、香葉8克、胡椒10克、陳皮5克
- 八角10克、肉桂10克、陳皮4克、丁香4克、高良薑4克、山柰3克、木香3克、小茴香30克、花椒11克、砂仁6克、乾薑6克、肉豆蔻5克、草豆蔻4克
- 八角35克、花椒10克、丁香8克、砂仁8克、高良薑5克、木香4克、肉豆蔻4克、小茴香10克、肉桂9克、草蔻2克、陳皮2克、山柰2克、乾薑1克
- 丁香4克、八角8克、花椒6克、草果5克、甘草12克、山柰7克、砂仁8克、小茴香10克、木香7克、白蔻5克、白芷6克、乾薑10克、肉桂12克
- 八角10克、花椒3克、桂皮6克、香葉4克、草果10克、高良薑10克、白蔻7克、肉蔻7克、砂仁5克、白芷3克、山柰8克、丁香2克、小茴香8克

## 十三香小調
十三香小調是擺攤販賣十三香的小販們，編來吆喝生意的唱詞，舊時小販多會哼唱：小小的紙啊四四方方，東漢蔡倫造紙張。南京用它包綢緞，北京用它包文章。此紙落在我的手，張張包的都是十三香。夏天熱，冬天涼，冬夏離不了那十三香。親朋好友來聚會，挽挽袖子啊下廚房。煎炒烹炸味道美，雞鴨魚肉那盆盆香。賽過王母蟠桃宴，勝過老君仙丹香。八洞的神仙來拜訪，才知道用了我的十三香。

## 其它
在中国大陆，“十三香”是驻马店市王守义十三香调味品集团有限公司的注册商标，因此其它厂商的同类调味品不能使用“十三香”这一名称。

## 外部鏈接
- 西安李姐. . Youtube. （原始内容存档于2019-04-17） （中文）.
- Dream Chef Home 夢幻廚房在我家. . Youtube （中文）.
- Black Man王小黑. . Youtube. （原始内容存档于2020-10-23） （中文）.
- 业余美食达人君.  （中文）.